# Genzano di Lucania
Genzano di Lucania (Ienzàne in dialetto genzanese) è un comune italiano di 5 123 abitanti della provincia di Potenza in Basilicata. Centro dell'Alto Bradano, sorge su un promontorio collinare e si divide in due nuclei ben distinti: il paese vecchio e il paese nuovo. 

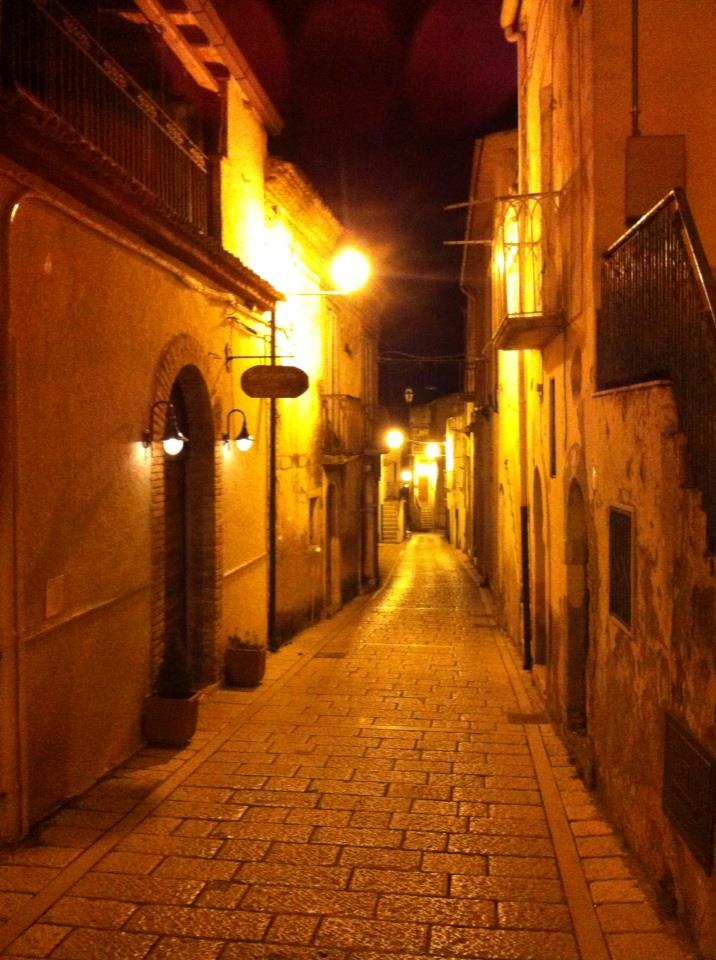
Via Carmine

## Geografia fisica
Sorge a 587 m s.l.m. nell'alta Valle del Bradano, nella parte nord-orientale della provincia al confine con la parte nord-orientale della provincia di Matera, con la parte nord-occidentale della provincia di Bari (unico comune della provincia a confinare con quest'ultima) e la parte sud-occidentale della provincia di Barletta-Andria-Trani.
Genzano, con 207,04 km² di territorio, risulta il comune più esteso della provincia di Potenza e il sesto a livello regionale.

### Idrografia
- Diga di Genzano: a ridosso del bosco Macchia in direzione Spinazzola. Bacino artificiale in via di ultimazione con capacità di circa 57 milioni di m3. Accumula le acque del torrente Fiumarella.[6]
- Diga di Serra di Corvo: al confine con i comuni di Irsina e Gravina in Puglia. Bacino artificiale completato nel 1974, ha una capacità di 41 milioni di m3. Accumula le acque del torrente Basentello.
- Lago di Siano: piccolo laghetto artificiale situato in contrada Siano. Attività: pesca sportiva.
- Fiume Bradano: attraversa il territorio di Genzano da Nord-Ovest a Sud-Ovest.

## Storia
Il nome deriva da "Pagus Gentianum", insediamento romano del VII-VI secolo a.C. i cui cittadini, per sfuggire ad una epidemia di malaria, si trasferirono dove oggi sorge Genzano di Lucania.
La prima fonte ufficiale è presente nel racconto della decapitazione dei fratelli Secondo e Donato, avvenuta nell'anno 258 ad opera del console Valeriano.
Tra l'anno 1000 e la fine del 1700 il feudo di Genzano appartenne a numerose famiglie, tra cui i Sanseverino, gli Orsini e infine i De Marinis, signori anche di Palazzo San Gervasio, che comprarono il feudo dai Del Tufo e vi restarono fino al 1806, anno in cui il re di Napoli Giuseppe Bonaparte emanò la legge che abrogò i feudi.
Nel 1799 Genzano è tra i primi paesi ad istituire la municipalità repubblicana. Partecipa ai moti unitari del 1860 e, successivamente, alla lotta contro il brigantaggio. Dopo l'Unità d'Italia, come per moltissimi borghi lucani, si verifica anche qui un notevole flusso emigratorio: dal 1864 al 1920 più di 2000 genzanesi sono partiti per le Americhe. Questo, unito al Terremoto dell'Irpinia del 1980, ha causato il progressivo spopolamento del centro storico.
Oggi la cittadina è divisa in due parti distinte: quella vecchia, su uno sperone, con viuzze e abitazioni antiche, e quella nuova, sul piano della parte alta della collina, con strade ampie e edifici moderni.

## Monumenti e luoghi d'interesse

### Architetture religiose
Tra i luoghi di culto cattolici si annoverano:
- Chiesa di Santa Maria delle Grazie: fu ricostruita nel 1878 dopo che era stata distrutta da un terremoto. Sulla torre campanaria vi sono tre campane di diverse dimensioni. All'interno, a una navata, vi è un quadro della Madonna con bambino nella parete centrale.
- Chiesa S. Maria della Platea: al suo interno è presente un pregevole polittico originariamente attribuito a Lazzaro Bastiani, che dopo il restauro effettuato dalla Soprintendenza ai beni artistici e storici di Matera è stato invece correttamente attribuito a Giovanni Bellini. Il polittico, risalente all'incirca al 1473-1474, è quindi un'opera giovanile di Bellini e raffigura la Madonna con il Bambino seduta in trono ed altri Santi. È considerata da molti esperti d'arte l'opera più prestigiosa in terra di Lucania.
- Chiesa del Sacro Cuore: è un rifacimento del preesistente convento francescano fondato nel 1630. All'interno vi sono diverse tele di Domenico Guarino raffiguranti Sant'Agata, Sant'Apollonia, Santa Barbara, Santa Cecilia, il Miracolo della Porziuncola e Santa Rosa. Di interesse anche il Mausoleo in pietra del XVII secolo opera di Stefano de Marinis.
- Chiesa dell'Annunziata
- Chiesa del Carmine: annessa ai locali dell'ex Convento dei Carmelitani Scalzi.
- Chiesa San Michele: di più recente costruzione, edificata nella parte "nuova" del paese tra il 2007-2013. La prima pietra fu posata il 29 settembre 2007 dall'Arcivescovo Giovanni Ricchiuti.
- Chiesa di Sant'Antonio da Padova: Ha ospitato la più antica confraternita del paese. Sulla parete frontale vi è un Crocifisso datato XVII secolo.

Luogo di culto non  cattolico: Chiesa Pentecostale Assemblee di Dio in Italia, sita in Parco della Rimembranza, 25.

Genzano di Lucania è una delle tante tappe della Via Francigena, segnalato dalla mappa con Bra08; facente parte del percorso Via Bradanica: da Ortona a Matera.

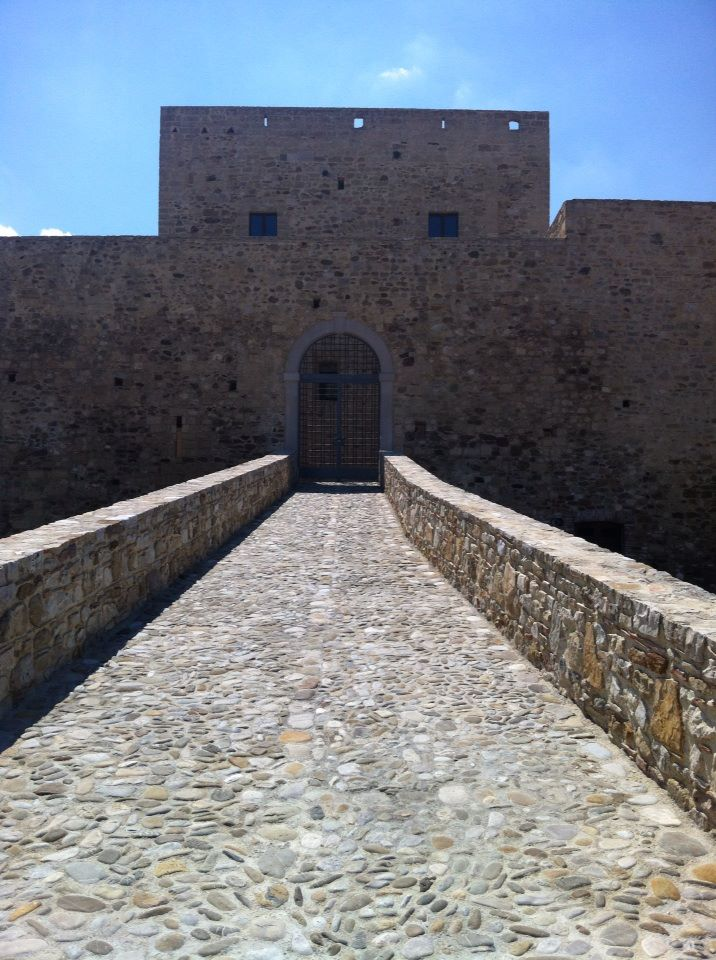
Ingresso al castello di Monteserico

### Architetture militari

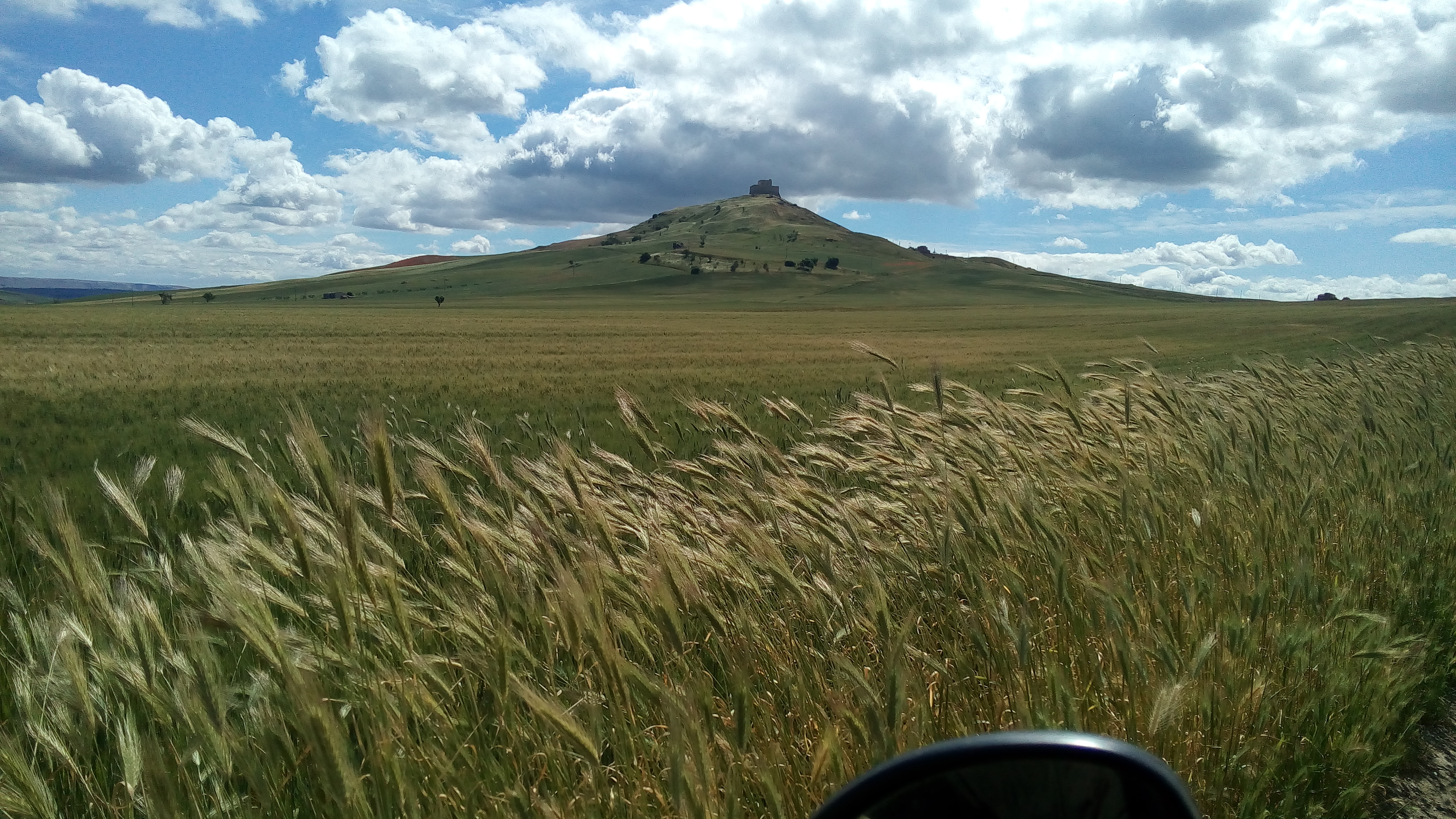
Paesaggio di Monte Serico: sullo sfondo il castello

- Castello di Monteserico. Attestato per la prima volta nel 1041, anno in cui si svolse una celebre battaglia tra Bizantini e Normanni, diviene una domus in età sveva e masseria regia sotto gli Angioini. Distrutto agli inizi del '500, viene ristrutturato in più fasi dal '700 all'800 e di recente oggetto di restauri.[7]

### Architetture civili

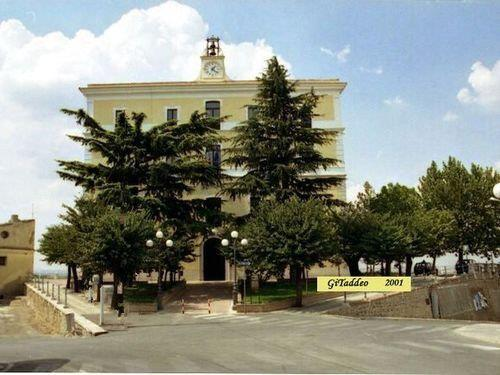
Palazzo De Marinis

- Palazzo De Marinis, oggi sede del Municipio
- Palazzo Dell'Agli, alla fine di corso Vittorio Emanuele
- Palazzo Mennuni, all'inizio di corso Vittorio Emanuele
- Palazzo Bonifacio, nel centro storico
- Palazzo Fiore, nel centro storico

### Altro
- Fontana Cavallina

- Fonti di Capo d'acqua
- Monumento ai Caduti

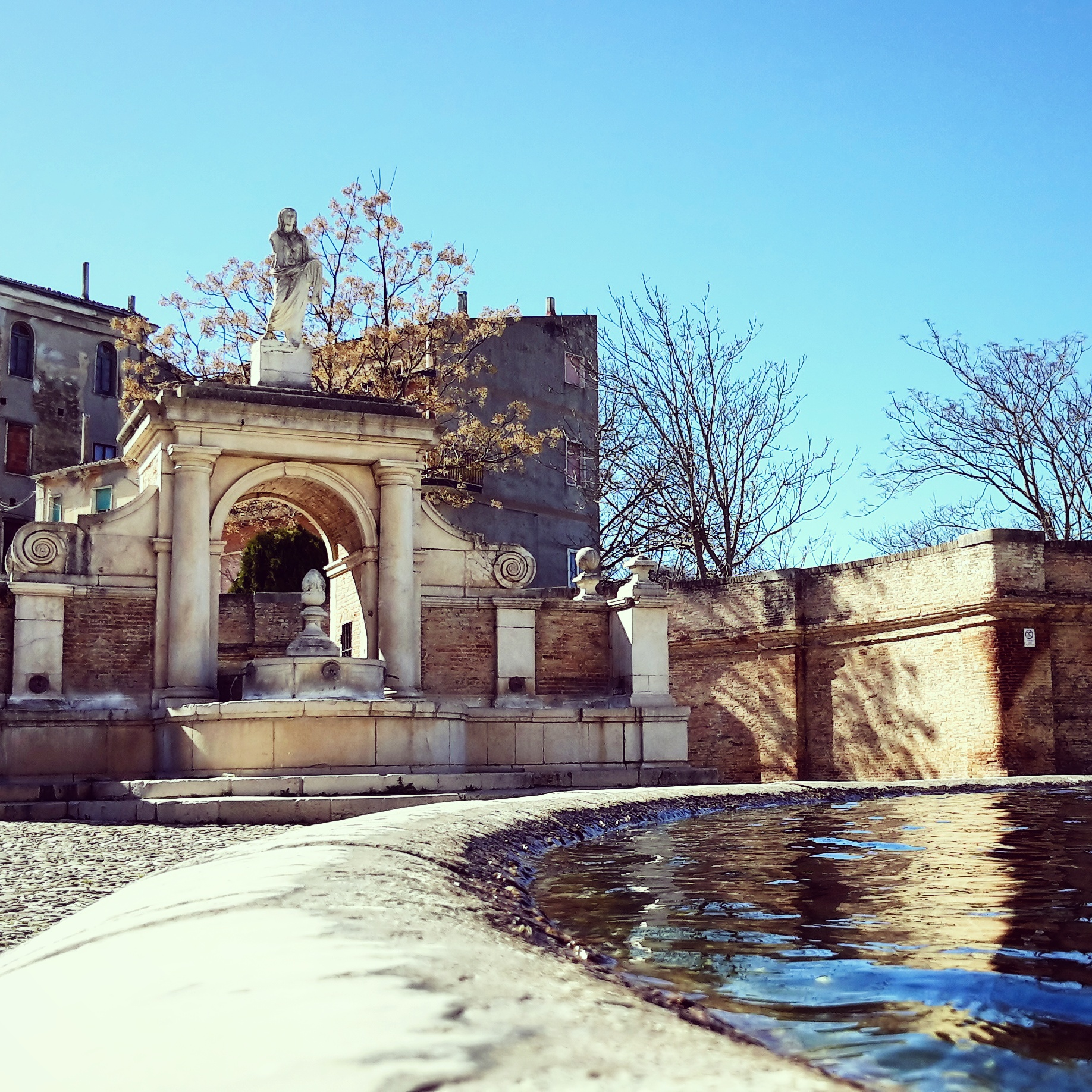
Genzano - Fontana Cavallina

- Sacrario dei Caduti e Dispersi in guerra
- Porta di Mezzogiorno
- Parco della Rimembranza

## Società

### Evoluzione demografica

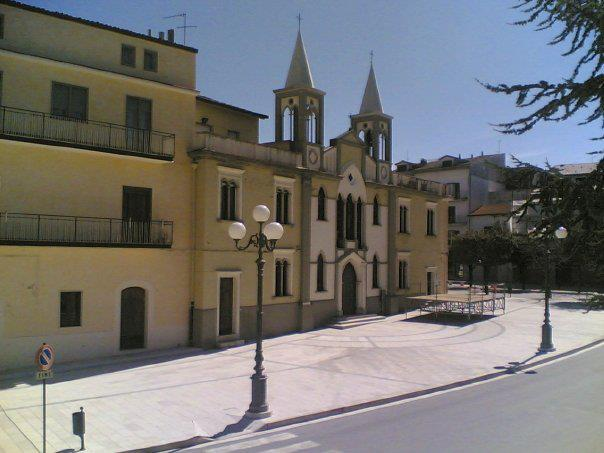
Chiesa del Sacro Cuore

Abitanti censiti

### Etnie e minoranze straniere
Al 1º gennaio 2021 gli stranieri residenti a Genzano di Lucania sono 195, pari al 3,6% della popolazione. 
Le nazionalità maggiormente rappresentate sono:
- India 58
- Romania 56
- Marocco 29
- Bulgaria 18
- Cina 11

### Religione
Genzano fa parte dell'arcidiocesi di Acerenza, della quale è il centro più popoloso.

### Lingue e dialetti
Il dialetto genzanese è un dialetto parlato a Genzano di Lucania, appartenente al gruppo Va (Lucano nord-occidentale). Si presenta in una forma scarsamente influenzata da fonemi pugliesi, e ciò si può notare in fine dei verbi (es.: gnuttecà [opp. a gnuttequé]), ove a predomina su e.

### Tradizioni e folclore
- Festa patronale di Sant'Antonio Abate (17 gennaio). In una notte tra il 16 e il 17 gennaio del VI secolo cadde un'insolita nevicata che, in poche ore, coprì di un pesante strato di neve gli accampamenti e rese inservibili le macchine belliche. Il maltempo imperversò per circa un mese e il nemico, stanco della lunga attesa, tolse l'assedio e marciò verso Oppido. Genzano vide nella provvidenziale nevicata un miracolo di sant'Antonio Abate la cui festività ricorreva nel giorno destinato alla distruzione del paese e, in segno di eterna gratitudine, elesse a suo speciale protettore il celebre Anacoreta della Tebaide[9]. La festa si svolge nel seguente modo: il 16 gennaio dopo la messa vespertina svolta nel santuario Maria SS. delle Grazie, ci si reca sulla piazza antecedente dove viene appiccato un falò che viene successivamente benedetto; nella mattina del 17 gennaio, nel santuario cittadino viene celebrata la messa solenne ed a seguito di essa viene svolta la processione per le vie del centro abitato con la statua di Sant'Antonio Abate.
- Festa patronale di Maria SS. delle Grazie (seconda domenica di agosto); la festa si svolge nel seguente modo: il 2 luglio, festa liturgica della Madonna delle Grazie, il popolo si reca in processione alla cappella di Capo d'Acqua per la celebrazione eucaristica, al termine della quale c'è un momento di condivisione di una merenda fatta con pane e pomodoro, nel giorno coincidete dell'inizio della novena della festa patronale della seconda domenica di agosto, i fedeli si riuniscono nuovamente a Capo d'Acqua per la celebrazione eucaristica, seguita dalla fiaccolata, portando in processione una copia dell'icona mariana, che fu "miracolosamente" ritrovata  a Capo d'Acqua, nel 1621, in questo modo si ripercorre il momento della traslazione dell'icona da Capo d'Acqua alla collina di Monte freddo dove è ubicato il santuario Maria SS. delle Grazie; nella prima domenica d'agosto, si svolge una celebrazione eucaristica nella Chiesa Madre "S. Maria della Platea" e successivamente viene svolta una processione con la statua della madonna sino al santuario Maria SS. delle Grazie, ad ora di pranzo il comitato festa, nei pressi di Capo d'Acqua, offre un pranzo alla popolazione presente chiamato nel dialetto genzanese "u v’rv’ttir".  La festa viene svolta in tre giorni, il sabato sera, viene celebrata la messa nel santuario Maria SS. delle Grazie e successivamente una processione con la statua della madonna per tutte le vie del centro abitato sino alla chiesa S. Maria della Platea; la domenica viene celebrata la messa nella chiesa S. Maria della Platea ed in seguito una processione, che si svolge per tutto il centro abitato sino al santuario Maria SS. delle Grazie, il lunedì, si conclude la festa con la celebrazione eucaristica nel santuario e successivamente una piccola processione sino alla chiesa S. Maria della Platea.
- Festa della Madonna del Rosario, celebrata la prima domenica d'ottobre, si svolge nel seguente modo: al mattino della domenica, si celebra la messa solenne nella chiesa S. Maria della Platea a cui fa seguito la processione solenne, con la statua mariana, che viene interrotta alle ore 12.00 a piazza Aldo Moro per celebrare la supplica alla Madonna del Rosario, appena terminata la supplica, viene ripresa la processione che ritornando nella chiesa S. Maria della Platea.

## Cultura

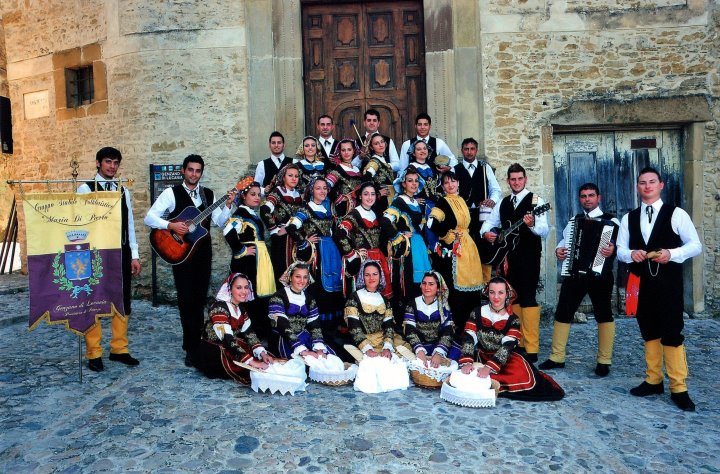
Gruppo Stabile Folklorico "Maria di Pierro"

La tradizione della cultura genzanese e lucana viene riproposta nei balli e i canti del gruppo stabile folclorico "Maria di Pierro", attivo dal 1980.
Lunga tradizione hanno le Bande musicali; l'unica formazione ancora attiva è il Complesso Bandistico V. Bellini, formata da circa 40 elementi.
Il venerdì santo nel comune di Genzano di Lucania, viene messa in atto la "Processione dell'Oro", organizzata dal comitato "Pro Tradizione Genzanese", in cui viene rappresentata la Passione di Gesù Cristo, in questa particolare manifestazione sono inserite figure bibliche e figure pagane, infatti, sono presenti varie figure estranee alla "Via Crucis": Paliotto nero: anni di Cristo apre la sacra rappresentazione e ricorda le antiche origini di tale manifestazione; Le tre Marie rosse portano il paliotto rosso come segno della passione di Gesù; molto probabilmente corrispondevano a Maria di Cleofa, Maria di Salomè e Maria di Magdala; Le tre Marie nere: tutte vestite di nero ma ricoperte di oro portano ognuna una croce, simbolo della morte. I misteri: pani e pesci ricorda uno dei miracoli compiuti da Gesù (che prefigurano l'istituzione dell'eucaristia), I misteri: trenta denari rappresentano il tradimento di Giuda; I misteri: tovaglia, ampolle e unguenti servirono per preparare il corpo di Gesù dopo la morte; nella "Processione dell'Oro" sfilano anche i quattro evangelisti, ognuno di essi, porta un libro con la loro rispettiva simbologia, aquila, leone toro e angelo, la caratteristica principale della manifestazione genzanese, è la presenza delle tre zingare  gli unici personaggi che non hanno un posto fisso nella processione ma, procedono per tutto il percorso della stessa, con andatura e gestualità particolari che denotano disprezzo, derisione e tentazione verso Cristo sofferente. Le zingare vestono costumi colorati, ricoperti più delle altre ragazze di oro e gioielli. Ogni zingara porta in mano un simbolo della Passione: il gallo, i chiodi, il secchiello.

### Cucina
Genzano ricade nella zona di produzione dell'Aglianico del Vulture.
Conservato nelle antiche "Grotte" nei valloni del paese vecchio, fa parte della tradizione genzanese da secoli.
Prodotti tipici di Genzano sono i derivati del grano: pane, pasta fatta in casa e focacce, gli insaccati: salsiccia, capocollo e soppressata, i prodotti caseari: mozzarelle, scamorze, provolone, formaggio pecorino stagionato.
Piatti preparati e consumati abitualmente sono: agnello al forno e patate, coniglio ripieno, orecchiette al sugo di salsiccia grassa, capunti e fagioli, capunti e cime di rapa, lagane con cicerchie, pollo ruspante, peperonata con cipolle.
Tra i dolci: Cauzuncidde (calzoncelli), Mustazzule (mostaccioli), Laghene che la meddiche (lagane con la mollica).

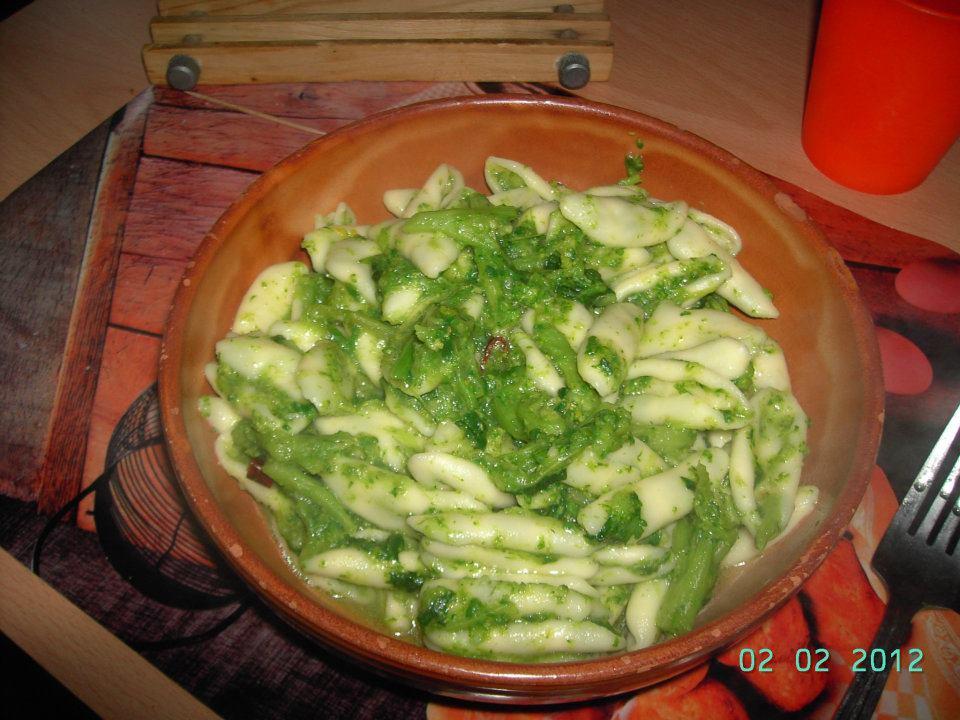
Un piatto della tradizione

## Economia
Genzano è un grande centro agricolo dell'Alto Bradano; l'agricoltura, soprattutto la coltivazione del grano duro, rappresenta la principale fonte di reddito di gran parte della popolazione genzanese. Ricade inoltre tra i territori di produzione della lenticchia di Altamura che ha ottenuto nel 2017 l'indicazione geografica protetta.
Negli anni duemila gli imprenditori agricoli locali hanno ottimizzato la redditività della terra utilizzandola anche per altre colture e per l'installazione di pale eoliche.
Il paesaggio è ricco di uliveti e vigneti, di quali si ottengono un rinomato olio d'oliva ed ottimi vini, primo tra tutti l'Aglianico del Vulture.
Anche l'allevamento, ovino, suino e bovino è molto sviluppato; infatti troviamo diverse aziende con più di 100 capi di bestiame.
Abbastanza sviluppato è l'artigianato, soprattutto della piccola industria di vetro e martelli pneumatici, ma anche di legno, infissi di alluminio.
Nella zona P.i.p. di Genzano stanno pian piano affiorando delle piccole aziende, spesso a gestione familiare.
Il settore terziario occupa una parte consistente della popolazione attiva cittadina, grazie alla presenza di scuole primarie e secondarie, di servizi sanitari, di banche ed uffici circoscrizionali.

## Infrastrutture e trasporti

### Strade
Il comune di Genzano di Lucania è attraversato dalla strada statale 169 di Genzano.

### Ferrovie
Il comune di Genzano di Lucania è servito dalla stazione di Genzano, lungo la ferrovia Altamura-Avigliano-Potenza, gestita dalle Ferrovie Appulo Lucane (FAL); la stazione si trova a circa 5 km dal centro abitato.
Nel territorio comunale ricade inoltre la stazione di Ripa d'Api, che si trova lungo la stessa linea ferroviaria.

## Amministrazione
| Periodo        | Periodo          | Primo cittadino        | Partito                                       | Carica  | Note   |
| -------------- | ---------------- | ---------------------- | --------------------------------------------- | ------- | ------ |
| 22 giugno 1988 | 17 gennaio 1991  | Nicola Maria Menchise  | Partito Comunista Italiano                    | Sindaco | [ 11 ] |
| 7 giugno 1993  | 28 aprile 1997   | Domenico Pietrapertosa | Lista civica                                  | Sindaco | [ 11 ] |
| 14 aprile 1997 | 14 maggio 2001   | Giovanni Pizzuti       | Liste civiche di centro-sinistra              | Sindaco | [ 11 ] |
| 28 maggio 2001 | 5 aprile 2004    | Cosimo Petracca        | Lista civica                                  | Sindaco | [ 11 ] |
| 19 aprile 2005 | 30 marzo 2010    | Rocco Cancellara       | Liste civiche di centro-sinistra              | Sindaco | [ 11 ] |
| 30 marzo 2010  | 13 dicembre 2012 | Pasquale Vertulli      | Lista civica                                  | Sindaco | [ 11 ] |
| 28 maggio 2013 | 10 giugno 2018   | Rocco Cancellara       | Lista civica                                  | Sindaco | [ 11 ] |
| 10 giugno 2018 | 15 maggio 2023   | Viviana Cervellino     | Lista civica Unione democratica               | Sindaco | [ 11 ] |
| 15 maggio 2023 | in carica        | Viviana Cervellino     | Lista civica Progetto democratico per Genzano | Sindaco | [ 11 ] |

## Sport

### Strutture sportive
- Stadio comunale di Genzano: in erba naturale, 105x65, capienza 1600 spettatori.
- Palazzo dello sport comunale: polivalente, capienza 400 spettatori.
- Campo di calcetto comunale: in erbetta sintetica.
- Campo da tennis comunale: in sintetico.
- Tiro al piattello comunale

### Società sportive
Storiche
- Associazione Sportiva Genzano (Calcio) operante negli anni 60-70, ha disputato il campionato lucano di prima categoria ed era composta quasi esclusivamente da giocatori locali ottenendo lusinghieri risultati.
- Polisportiva Real Genzano operante anni 80 società che ha rappresentato per prima il calcio locale in un campionato interregionale 1984, avendo conquistato la vittoria del campionato di promozione lucana nel famoso spareggio allo Stadio Viviani di Potenza contro il Melfi (21/05/1983) 3-1.
- Fc Sporting Genzano: emozioni e ricordi recenti per questa società che a distanza di 2 decenni ha fatto rivivere a Genzano il palcoscenico della Serie D. Nata nel 1995, scomparve nel 2009.
- Atletico Genzano che dopo aver tentato una fusione con Banzi nella stagione 2012/13 è scomparso, la squadra è stata sempre composta da giocatori locali.

AttualiAttualmente sono presenti società di diverso ambito:
- Genzano on the road
- Vito Lepore Basket Genzano
- ASD Genzano C5
- New Volley Genzano
- a.s.d. Genzano Dance
- Polisportiva Alto Bradano
- A.S.D. Genzano Rugby

La Polisportiva Alto Bradano ha vinto nelle stagioni 2012/13, 2013/14, 2014/2015 e 2015/2016 rispettivamente Terza ,Seconda, Prima Categoria e Promozione, venendo promossa per la stagione 2016/17 nel campionato di Eccellenza Lucana.
La New Volley Genzano attiva dal 2000 è la società più longeva e vincente di Genzano, che partecipa a campionati di pallavolo sia di categoria sia giovanili, hanno vinto: Prima, Seconda e Terza Divisione femminile acquisendo diverse promozioni in Serie C, Prima Divisione Maschile e venendo promossi in Serie C, U12 femminile, U13 femminile, U14 femminile Provinciale e Regionale passando alla fase nazionale ovvero tra le prime 20 d'Italia, U16 femminile e U18 femminile.